# Francismo
El Francismo (en francés: Francisme), Partido Francista (en francés: Parti Franciste) o Movimiento Francista (en francés: Mouvement Franciste) fue un partido político fascista dirigido por Marcel Bucard entre 1933 y 1944. Durante la ocupación nazi, el Francismo fue uno de los principales partidos colaboracionistas junto al Partido Popular Francés de Jacques Doriot y la Coalición Nacional Popular (Rassemblement national populaire) de Marcel Déat.

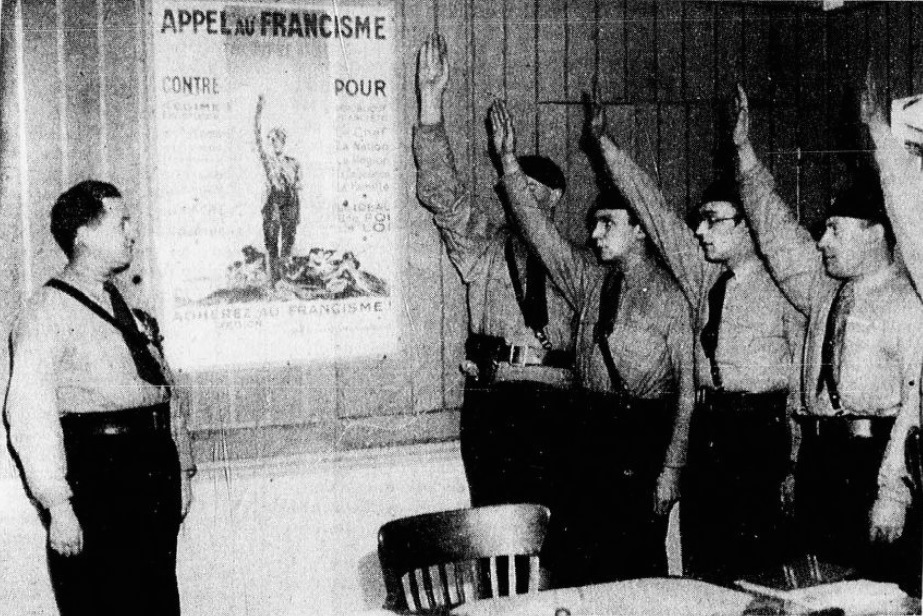
Bucard y miembros del Movimiento Francisista,1934

Participó en los disturbios de París del 6 de febrero de 1934 durante los cuales toda la extrema derecha (desde Action Française hasta Croix-de-Feu ) protestó por las implicaciones del asunto Stavisky y posiblemente intentó derrocar gobierno de Édouard Daladier,Incorporó Solidarité française después de la muerte de Coty más tarde ese mismo año.

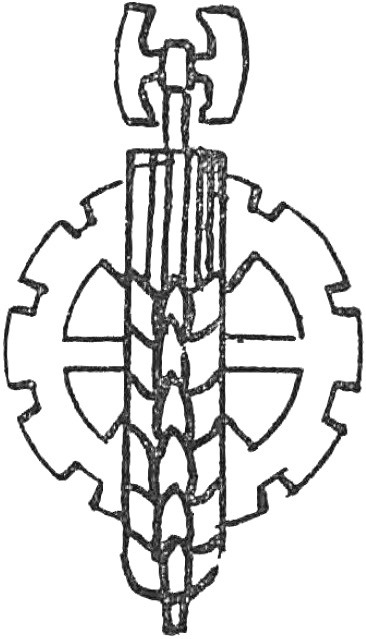
emblema alternativo

Todos los movimientos que participaron en los disturbios del 6 de febrero fueron ilegalizados en 1936, cuando el gobierno del Frente Popular de Léon Blum aprobó una nueva legislación al respecto. Después de un intento fallido en 1938, el movimiento fue refundado como partido político ( Parti franciste ) en 1941, después de que Francia fuera invadida por la Alemania nazi.
Junto con el Parti Populaire Français de Jacques Doriot y el Rassemblement National Populaire de Marcel Déat,los francistes fueron los principales colaboradores de los ocupantes nazis y de la Francia de Vichy, El Parti Franciste no sobrevivió al final de la Segunda Guerra Mundial y fue considerado traidor.

## Creación
Francisme fue creado en agosto-septiembre de 1933 por Marcel Bucard, un antiguo seminarista y héroe de guerra, que ya había participado en una serie de movimientos nacionalistas y protofascistas : Acción Francesa , Faisceau , Solidaridad Francesa y  Croix de Feu,La creación oficial tiene lugar el 29 de septiembre de 1933 a las 23 horas, durante una ceremonia organizada en el Arco del Triunfo de París, Marcel Bucard al pronunciar un discurso en la ceremonia afirmó que quería: "(...) fundar un movimiento de acción revolucionaria cuyo objetivo sea conquistar el poder" y "detener la carrera hacia el abismo".
El movimiento estuvo fuertemente inspirado por el Partido Nacional Fascista de Mussolini y, por lo tanto, recibió una importante financiación y apoyo del movimiento fascista italiano. En respuesta a esto, Bucard escribió: "Nuestro francismo es para Francia lo que el fascismo es para Italia".

## Colaboración con los alemanes
Durante la Ocupación, el Movimiento Francista se relanzó y, junto con el Partido Popular Francés (PPF) de Jacques Doriot y la Agrupación Popular Nacional (RNP) de Marcel Déat,fue uno de los movimientos políticos más notables en colaborar con las autoridades alemanas en la  ocupación.
El 5 de mayo de 1941, Marcel Bucard y Paul Guiraud (asociado de filosofía, hijo de Jean Guiraud,redactor jefe de La Croix) relanzaron Francisme. Paul Guiraud intentó dar al movimiento un aspecto más "socialista". Del mismo modo, Bucard defendió a la Confederación General del Trabajo (disuelta durante la ocupación) y criticó la Carta del Trabajo elaborada por el régimen de Vichy, que consideró insuficientemente socialista. A pesar de estos intentos de apelar a la clase trabajadora, el movimiento todavía recibió la mayoría de su apoyo de la extrema derecha.
El movimiento, como los otros movimientos de colaboración, no logró convertirse en un movimiento de masas. En su apogeo (verano de 1943), según el dúo de historiadores Lambert-Le Marec tenía unos 5.500 miembros (4.000 en las provincias y 1.500 en la región de París) o según otras fuentes alcanza un máximo de 8.000 miembros. El diario Le Franciste alcanzó una tirada máxima durante la guerra de 20.000 ejemplares.
En 1943 participó en un frente colaboracionista, dominado por la Agrupación Nacional Popular, en un intento de unificarse con otros movimientos fascistas. Al igual que los otros partidos, el Movimiento Franciste fue fuertemente colaboracionista (la creación de los Grupos de Trabajo para luchar contra la resistencia fue un ejemplo de ello). Muchos de sus miembros participaron en operaciones antisemitas y anticomunistas, así como sus miembros se unieron a la Milice que apuntaba activamente a la Resistencia francesa Particularmente bien establecido en los departamentos de Seine-et-Oise y Morbihan, donde los lugareños estuvieron involucrados en incidentes de violencia poco común.
El 4 de julio de 1944, un policía fue asesinado y otro herido por los guardaespaldas de Bucard durante un altercado. Luego, Bucard fue encarcelado, sin embargo, liberado el 29 de julio, justo a tiempo para huir a Alemania el 12 de agosto con los otros francistas cuando los aliados lanzan la Operación Overlord . Bucard fue finalmente arrestado, juzgado y condenado a muerte el 21 de febrero de 1946, fusilado el 19 de marzo en Fort Chatillon , cerca de París. De cara al poste, se negó a usar una diadema y una vez atada, gritó "¡Qui vive? ¡La France!" antes de que la salva lo matara. A su familia se le negó una solicitud para que su cuerpo fuera depositado en el panteón familiar y Marcel Bucard fue enterrado en el cementerio parisino de Thiais , en el actual departamento de Val-de-Marne..